# TARGET
TARGET（ターゲット、韓：타겟）は、韓国の7人組男性アイドルグループ。JSL Company所属。2018年1月24日に韓国デビュー。ファンの名前は「WONNIE」。

## メンバー
メンバー全員が慶南(キョンナム)の昌原(チャンウォン)市出身。
| 名前                       | プロフィール |
| -------------------------- | --- |
| スルチャン (슬찬)          | - 名前：チョン・ジョングン (전정근) - 生年月日：1994年4月25日（31歳） - 血液型：AB型 - 身長:177cm - 体重:55kg - 出身地：慶尚南道 昌原市 - ポジション：リーダー、ボーカル |
| G.I (지아이)               | - 名前：キム・ヒョギ (김효기) - 生年月日：1993年6月25日（31歳） - 血液型：A型 - 身長:170cm - 体重:50kg - 出身地：慶尚南道 昌原市 - ポジション：ラップ                    |
| ゼス (제스)                | - 名前：キム・ジェミン (김재민) - 生年月日：1995年9月1日（29歳） - 血液型：O型 - 身長:181cm - 体重:59kg - 出身地：慶尚南道 昌原市 - ポジション：ボーカル (元ラップ)      |
| ヒョン (현)                | - 名前：ソン・ミンヒョン (손민현) - 生年月日：1996年6月11日（28歳） - 血液型：A型 - 身長:180cm - 体重:60kg - 出身地：慶尚南道 昌原市 - ポジション：ボーカル              |
| ロイ (로이)                | - 名前：チュ・ヨンウン (주영웅) - 生年月日：1996年6月12日（28歳） - 血液型：A型 - 身長:176cm - 体重:55kg - 出身地：慶尚南道 昌原市 - ポジション：ボーカル、ダンス        |
| バウン (바운)              | - 名前：イム・ジョンハク (임종학) - 生年月日：1996年6月25日（28歳） - 血液型：O型 - 身長: 176cm - 体重:55kg - 出身地：慶尚南道 昌原市 - ポジション：ボーカル、ダンス     |
| ウジン (우진) 元:ハン (한) | - 名前：イ・ウジン (이우진) - 生年月日：1998年11月28日（26歳） - 血液型：A型 - 身長:174cm - 体重:56kg - 出身地：慶尚南道 昌原市 - ポジション：ラップ、ダンス             |

## 経歴

### 2017年
- 11月24日 デビューシングル『熱い思い』のMVを公開
- 12月20日 japan debut single『熱い思い』で日本デビュー。

### 2018年
- 1月24日 アルバム『Alive』で韓国デビュー。
("Alive"とは、積極的で(Active) 心が広く(Large) 知性的で(Intellectual)" 活力に溢れた(Vivid) 誠実な(Essential)グループである事を意味する各英単語の頭文字を取ったもので、メンバーの情熱や自信が溢れている様子(このような表現をまとめて韓国語で실아있다(直訳:生きている))を表す"Alive"という意味を含んでいる。)
- 12月23日〜25日
大阪、名古屋、東京の3都市でクリスマスコンサートを開催

## ディスコグラフィー

### 韓国

#### デジタルシングル
| No. | タイトル                      |
| --- | ----------------------------- |
| 1st | Please Love Me (2014年9月3日) |

#### ミニアルバム
| No. | タイトル              | 収録曲 |
| --- | --------------------- | ------ |
| 1st | Alive (2018年1月24日) | 収録曲 |

#### シングル
| No. | タイトル                  | 収録曲 |
| --- | ------------------------- | ------ |
| 1st | Is It True (2018年6月9日) | 収録曲 |
| 2nd | M the M (2019年4月20日)   | 収録曲 |
| 3rd | S the P (2019年8月20日)   | 収録曲 |

### 日本

#### シングル
| No. | タイトル                  | 収録曲 |
| --- | ------------------------- | ------ |
| 1st | 熱い思い (2017年12月20日) | 収録曲 |
| 2nd | popeye (2019年2月6日)     | 収録曲 |

#### デジタルシングル
| No. | タイトル             |
| --- | -------------------- |
| 1st | Block (2017年4月7日) |